# Светско првенство у атлетици на отвореном 2011 — 400 метара за жене
Трка на 400 метара у женској конкуренцији на Светском првенству у атлетици 2011. у Тегуу одржана је 27., 28. и 29. августа на стадиону у Тегуу.
Титулу је бранила четворострука светска првакиња Сања Ричардс-Рос из САД, која је упркос лошијој сезони, три недеље пре првенства трчала 49,66 секунди. Само је Анастасија Капачинска била пржа у овој сезони са личним рекордом 49,35 секунди. Поред њих две у фаворите су се убрајале и двострука светска првакиња на 200 м Алисон Филикс, затим Амантле Монтшо која је имала пет узастопних победа у Дијаманској лиги, Јамајчанке је Роземари Вајт, Новлин Вилијамс-Милс и Шерика Вилијамс и Рускиња Антоњина Кривошапка
Такмичење је почело дисквалификацијом актуелне олимпијске победнице Кристин Охуруогу због погрешног старта у квалификационој трци. Година 2011. је била прва година новог ИААФ правила да се после првог порешног старта такмичар дисквалифиује.
У финалу, Амантле Монтшо је видила целу трку уз пратњу Филикс па су тако и прошле кроз циљ. Обе су постигле личне рекорде, а Монтшо и национални рекорд Боцване. За бронзану медаљу, Капачинска је у последњих 80 метара убедљиво савладала 	Френсину Макорори, која је лични рекорд поставила у полуфиналној трци.

## Допинг
Светска атлетска федерација (ИААФ) саопштила је 25. јуна 2012. да је због допинговања суспендовала деветоро спортиста уочи Олимпијских игара у Лондону. Мађу њима је и Украјинка Антонина Јефремова учењница ове трке, које је била позитивна након поновне анализе узорака са Светског првенства 2011.

## Земље учеснице
Учествовало је 37 такмичарки из 26 земаља.
| - 1. Боцвана (1 - 2. Бразил (1) - 3. Централноафричка Република (1) - 4. Колумбија (1) - 5. Куба (2) - 6. Чешка (1) - 7. Естонија (1) - 8. Етиопија (1) - 9. Уједињено Краљевство (3) | - 10. Гвајана (1) - 11. Гвинеја Бисао (1) - 12. Ирак (1) - 13. Ирска (1) - 14. Италија (1) - 15. Јамајка (3) - 16. Малави (1) - 17. Намибија (1) - 18. Папуа Нова Гвинеја (1) | - 19. Русија (2) - 20. Сенегал (1) - 21. Шведска (1) - 22. Того (1) - 23. Турска (1) - 24. САД (4) - 25. Украјина (3) - 26. Замбија (1) |

## Освајачи медаља
|                        |                   |                              |
| Амантле Монтшо Боцвана | Алисон Филикс САД | Анастасија Капачинска Русија |

## Рекорди
Списак важећих рекорда у овој дисциплини пре почетка светског првенства 2011. године:
| Светски рекорд             | Марита Кох, Источна Немачка        | 47,60 | Канбера, Аустралија | 6. октобар 1985.    |
| Рекорд светских првенстава | Јармила Краточвилова, Чехословачка | 47,99 | Хелсинки, Финска    | 10. август 1983.    |
| Најбољи резултат сезоне    | Анастасија Капачинска, Русија      | 49,35 | Чебоксари, Русија   | 22. јул 2011.       |
| Афрички рекорд             | Фалилат Огункоја, Нигерија         | 49,10 | Атланта, САД        | 29. јул 1996.       |
| Азијски рекорд             | Ма Југин, Кина                     | 49,81 | Пекинг, Кина        | 11. септембар 1993. |
| Северноамерички рекорд     | Сања Ричардс-Рос, Сједињене Државе | 48,70 | Атина, Грчка        | 16. септембар 2006. |
| Јужноамерички рекорд       | Ксимена Рестрепо, Колумбија        | 49,64 | Барселона, Шпанија  | 5. август 1992.     |
| Европски рекорд            | Марита Кох, Источна Немачка        | 47,60 | Канбера, Аустралија | 6. октобар 1985.    |
| Океанијски рекорд          | Кети Фриман, Аустралија            | 48,63 | Атланта, САД        | 29. јул 1996.       |

### Најбољи резултати у 2011. години
Десет најбржих атлетичарки 2011. године пре почетка светског првенства (13. августа 2011) заузимало је следећи пласман. Од њих десет по три су са Јамајке, из САД и Русије и једна из Боцване..
| 1  | Анастасија Капачинска | Русија           | 49,35 | 22. јул   |
| 2  | Сања Ричардс-Рос      | Сједињене Државе | 49,66 | 6. август |
| 3  | Амантле Монтшо        | Боцвана          | 49,71 | 22. јул   |
| 4  | Алисон Филикс         | Сједињене Државе | 49,81 | 26. мај   |
| 5  | Роземари Вајт         | Јамајка          | 49,84 | 6. август |
| 6  | Антоњина Кривошапка   | Русија           | 49,92 | 22. јул   |
| 7  | Новлин Вилијамс-Милс  | Јамајка          | 50,05 | 26. јун   |
| 8  | Френсина Макорори     | Сједињене Државе | 50,29 | 22. јул   |
| 9  | Шерика Вилијамс       | Јамајка          | 50,64 | 6. август |
| 10 | Ксенија Вдовина       | Русија           | 50,67 | 22. јул   |

Такмичари чија су имена подебљана учествовали су на СП 2011.

## Квалификационе норме
| A норма | Б норма |
| ------- | ------- |
| 51,50   | 52,30   |

## Сатница
| Датум            | Време | Коло          |
| ---------------- | ----- | ------------- |
| 27. август 2011. | 20:05 | Квалификације |
| 28. август 2011. | 18:55 | Полуфинале    |
| 29. август 2011. | 21:05 | Финале        |

## Резултати

### Квалификације
Пласман у полуфинале су обезбедиле по 4 првопласиране из сваке групе (КВ) и 4 следеће најбоље по резултату (кв).
| Пласман | Група | Атлетичарка              | Земља                      | Време            | Белешке          |
| ------- | ----- | ------------------------ | -------------------------- | ---------------- | ---------------- |
| 1       | 4     | Амантле Монтшо           | Боцвана                    | 50,95            | КВ               |
| 2       | 1     | Новлин Вилијамс-Милс     | Јамајка                    | 51,30            | КВ               |
| 3       | 5     | Сања Ричардс-Рос         | САД                        | 51,37            | КВ               |
| 4       | 3     | Роземари Вајт            | Јамајка                    | 51,38            | КВ               |
| 5       | 1     | Алисон Филикс            | САД                        | 51,45            | КВ               |
| 6       | 3     | Антоњина Кривошапка      | Русија                     | 51,52            | КВ               |
| 7       | 5     | Шерика Вилијамс          | Јамајка                    | 51,66            | КВ               |
| 8       | 3     | Наталија Пихида          | Украјина                   | 51,67            | КВ               |
| 9       | 1     | Џоан Куди                | Ирска                      | 51,82            | КВ, ЛРС          |
| 10      | 1     | Марта Милани             | Италија                    | 51,94            | КВ, ЛРС          |
| 11      | 1     | Geisa Coutinho           | Бразил                     | 52,15            | кв               |
| 12      | 4     | Френсина Макорори        | САД                        | 52,18            | КВ               |
| 13      | 2     | Ndeye Fatou Soumah       | Сенегал                    | 52,23            | КВ               |
| 14      | 3     | Фанту Магисо             | Етиопија                   | 52,23            | КВ               |
| 15      | 5     | Моа Јелмер               | Шведска                    | 52,26            | КВ               |
| 16      | 2     | Џесика Берд              | САД                        | 52,40            | КВ               |
| 17      | 5     | Дениса Росолова          | Чешка                      | 52,51            | КВ               |
| 18      | 5     | Никола Сендерс           | Уједињено Краљевство       | 52,65            | кв               |
| 19      | 4     | Ли Маконел               | Уједињено Краљевство       | 52,75            | КВ               |
| 20      | 4     | Марис Меги               | Естонија                   | 52,93            | КВ               |
| 21      | 4     | Норма Гонзалез           | Колумбија                  | 53,35            | кв               |
| 22      | 3     | Рејчел Начула            | Замбија                    | 53,49            | кв, ЛРС          |
| 23      | 2     | Алијан Помпеј            | Гвајана                    | 53,59            |                  |
| 24      | 4     | Ејми Мартинез            | Куба                       | 53,67            |                  |
| 25      | 3     | Даисурами Боне           | Куба                       | 53,69            |                  |
| 26      | 2     | Tjipekapora Herunga      | Намибија                   | 54,08            |                  |
| 27      | 5     | Ксенија Карандјук        | Украјина                   | 54,10            |                  |
| 28      | 4     | Ambwene Simukonda        | Малави                     | 54,81            |                  |
| 29      | 2     | Alaa Hikmat Al-Qaysi     | Ирак                       | 55,62            |                  |
| 30      | 5     | Бети Буруа               | Папуа Нова Гвијеја         | 56,98            |                  |
| 31      | 1     | Грасијела Мартинс        | Гвинеја Бисао              | 58,22            | ЛР               |
| 32      | 1     | Sandrine Thiébaud-Kangni | Того                       | 59,68            |                  |
| 33      | 3     | Evodie Lydie Saramandji  | Централноафричка Република | 1:05,10          | ЛРС              |
|         | 2     | Анастасија Капачинска    | Русија                     | 51,43 Диск.      | КВ               |
|         | 1     | Пинар Сака               | Турска                     | 53,59 Диск.      |                  |
|         | 3     | Кристин Охуруогу         | Уједињено Краљевство       | Дисквалификована | Дисквалификована |
| 3       | 2     | Антонина Јефремова*      | Украјина                   | 51,35            | Диск.            |

### Полуфинале
Пласман у финале су обезбедиле по 2 првопласиране из сваке групе (КВ) и 2 следеће најбоље по резултату (кв).
| Пласман | Група | Атлетичарка           | Земља                | Време            | Белешке |
| ------- | ----- | --------------------- | -------------------- | ---------------- | ------- |
| 1       | 3     | Амантле Монтшо        | Боцвана              | 50,13            | КВ      |
| 2       | 2     | Френсина Макорори     | САД                  | 50,24            | КВ, ЛР  |
| 3       | 1     | Алисон Филикс         | САД                  | 50,36            | КВ      |
| 4       | 2     | Шерика Вилијамс       | Јамајка              | 50,46            | КВ, ЛРС |
| 5       | 1     | Новлин Вилијамс-Милс  | Јамајка              | 50,48            | КВ      |
| 6       | 1     | Антонина Кривошапка   | Русија               | 50,55            | кв      |
| 7       | 2     | Сања Ричардс-Рос      | САД                  | 50,66            | кв      |
| 8       | 3     | Роземари Вајт         | Јамајка              | 50,90            |         |
| 9       | 3     | Џесика Берд           | САД                  | 51,27            |         |
| 10      | 1     | Наталија Пихида       | Украјина             | 51,61            |         |
| 11      | 2     | Марта Милани          | Италија              | 51,86            | ЛР      |
| 12      | 2     | Geisa Coutinho        | Бразил               | 51,87            |         |
| 13      | 2     | Ли Маконел            | Уједињено Краљевство | 51,97            |         |
| 14      | 3     | Ndeye Fatou Soumah    | Сенегал              | 52,10            |         |
| 15      | 2     | Норма Гонзалез        | Колумбија            | 52,29            |         |
| 16      | 1     | Моа Јелмер            | Шведска              | 52,35            |         |
| 17      | 1     | Никола Сендерс        | Уједињено Краљевство | 52,47            |         |
| 18      | 3     | Дениса Росолова       | Чешка                | 52,53            |         |
| 19      | 1     | Марис Меги            | Естонија             | 53,27            |         |
| 20      | 3     | Рејчел Начула         | Замбија              | 53,30            | ЛРС     |
| 21      | 1     | Фанту Магисо          | Етиопија             | 53,41            |         |
|         | 3     | Џоан Куди             | Ирска                | Дисквалификована |         |
| 9       | 2     | Антонина Јефремова    | Украјина             | 50,88            | Диск.   |
| 4       | 3     | Анастасија Капачинска | Русија               | 50,41 Диск.      | КВ      |

### Финале
.
| Пласман | Стаза | Атлетичарка           | Земља   | Време       | Белешке |
| ------- | ----- | --------------------- | ------- | ----------- | ------- |
|         | 4     | Амантле Монтшо        | Боцвана | 49,56       | НР      |
|         | 3     | Алисон Филикс         | САД     | 49,59       | ЛР      |
|         | 5     | Френсина Макорори     | САД     | 50,45       |         |
| 4       | 2     | Антоњина Кривошапка   | Русија  | 50,66       |         |
| 5       | 7     | Шерика Вилијамс       | Јамајка | 50,79       |         |
| 6       | 1     | Сања Ричардс-Рос      | САД     | 51,32       |         |
| 7       | 8     | Новлин Вилијамс-Милс  | Јамајка | 52,89       |         |
| 3       | 6     | Анастасија Капачинска | Русија  | 50,24 Диск. |         |